# Promontorium Taenarium
Il Promontorium Taenarium è una struttura geologica della superficie della Luna.